# البرتو جالينتا
البرتو جالينتا (بالإيطالية: Alberto Gallinetta)‏ (16 أبريل 1992 في إيطاليا - ) هو لاعب كرة قدم إيطالي في مركز حراسة المرمى. شارك مع منتخب إيطاليا تحت 16 سنة لكرة القدم ومنتخب إيطاليا تحت 17 سنة لكرة القدم. أما مع النوادي، فقد لعب مع سيركل بروج ونادي بارما ونادي غوريتسا ويوفنتوس ونادي كييتي كالسيو الرياضي ونادي فيرالبيسالو وناكسار ليونز ‏.

## روابط خارجية
- البرتو جالينتا على موقع قاعدة بيانات كرة القدم.إي يو (الإنجليزية)
- البرتو جالينتا على موقع Soccerway.com (الإنجليزية)